# Anna-Johanna Ångström
Karin Anna-Johanna Ångström, född Larsson 14 juni 1938 i Lunds stadsförsamling, död 28 februari 2021 i Lidingö församling, var en svensk mönsterformgivare och textilkonstnär. 
Ångströms far professor Sven Larsson var ögonläkare; hennes mor var sjuksköterska. Ångström hade dyslexi men studerade fram till realexamen. Hon åkte sedan till USA där hon gick på konstskola och arbetade som au pair. Därefter utbildade hon sig vid Konstfackskolan. Ångströms första anställning var på Kooperativa Förbundets textilateljé, men hon blev efter några år sin egen. Hon arbetade under större delen av sitt yrkesliv för Axeco AB. Hon designade över 600 mönster, varav över hälften kom i produktion. Ångströms tapeter, gardiner och mattor fanns i många svenska hem och den så kallade stänktapeten blev en försäljningssuccé under 1970-talet. Mest känd blev hon för sina röllakansmattor.
I flera år var hon ordförande för Mönsterkontakt, en förening för frilansande textilkonstnärer. Hon var gift med civilingenjören Per Henrik Ångström och bosatte sig på Lidingö. Anna-Johanna Ångström är gravsatt på Lidingö kyrkogård.